# Жариков, Анатолий Максимович
Анато́лий Макси́мович Жа́риков (1920—1979) — старший лейтенант Советской Армии, участник Великой Отечественной войны, Герой Советского Союза (1943).

## Биография
Анатолий Жариков родился 25 декабря 1920 года в деревне Ферезёво (ныне — Дмитровский район Орловской области). Получил неполное среднее образование, после чего работал токарем на Харьковском электромеханическом заводе. В июне 1941 года Жариков был призван на службу в Рабоче-крестьянскую Красную Армию. С того же месяца — на фронтах Великой Отечественной войны. 4 августа 1941 года был ранен. К сентябрю 1943 года красноармеец Анатолий Жариков был разведчиком 2-го стрелкового батальона 151-го стрелкового полка 8-й стрелковой дивизии 15-го стрелкового корпуса 13-й армии Центрального фронта. Отличился во время битвы за Днепр.
24 сентября 1943 года Жариков на бревне переплыл через Днепр и провёл разведку вражеских позиций и огневых точек на его западном берегу, а затем выбрал наиболее удачные места для форсирования реки передовыми группами. Найдя лодку, Жариков переправился обратно и доставил командованию полка важные данные. Действия Жарикова способствовали успешному форсированию всего полка с наименьшими потерями.
Указом Президиума Верховного Совета СССР от 16 октября 1943 года за «успешное форсирование реки Днепр севернее Киева, прочное закрепление плацдарма на западном берегу реки Днепр и проявленные при этом отвагу и геройство» красноармеец Анатолий Жариков был удостоен высокого звания Героя Советского Союза с вручением ордена Ленина и медали «Золотая Звезда» за номером 2056.
В 1945 году Жариков окончил Саратовское танковое училище. В 1946 году в звании старшего лейтенанта он был уволен в запас. Проживал в селе Ракитное, затем в посёлке Ватутино Нововодолажского района Харьковской области. Скончался 2 августа 1979 года, похоронен в посёлке Новая Водолага.
Был также награждён рядом медалей.